# Dělnická mládež
Dělnická mládež (zkratka DM) bylo občanské sdružení mladých lidí ve věku 14 až 35 let sympatizujících s Dělnickou stranou sociální spravedlnosti nebo přímo se podílejících na její činnosti.
Sdružení původně spolupracovalo s Dělnickou stranou, po jejím soudním zrušení se Dělnická mládež přeorientovala na spolupráci s DSSS, která zanikla v roce 2024.

## Program a ideologie
Podle programu Dělnická mládež programově odmítala ubíjení vlasteneckého cítění v našich srdcích a ubíjení všech vyšších ideálů. Odmítala šíření drog a liberalizaci, která mladým ztěžuje jejich místo ve společnosti. Nechtěli se podřídit převládající atmosféře, odrazující mládež od spoluúčasti na veřejném dění a spolurozhodování o budoucnosti naší země. Smyslem činnosti sdružení byla systematická práce mezi mládeží a s mládeží, podpora a propagace idejí a programu DSSS.

## Kontroverze
Ministerstvo vnitra zaslalo v lednu 2010 dopis předsednictvu DM: „V této souvislosti je namítáno vyvíjení nedovolené činnosti ve smyslu § 4 zákona č. 83/1990 Sb., o sdružování občanů, a to ve spojitosti s některými body programu Dělnické mládeže a dále pak s dokumenty, které dle znaleckých posudků připojených k podnětu, dokladují, že se Dělnická mládež výslovně hlásí a prosazuje myšlenky národního socialismu,“ uvádí se v dopise podepsaném Václavem Henychem, tehdejším vrchním ředitelem sekce archivnictví a všeobecné správy.

## Aktivity
Velkou pozornost vzbudila prvomájová oslava Dělnické mládeže v Brně v roce 2011. Akci se pokusilo zakázat město, ale zástupci DM si soudně vynutili umožnění konání akce. Další známou akcí byl i pochod Dělnické mládeže v Břeclavi za tehdy patnáctiletého chlapce, kterého v centru města údajně napadli tři Romové. Dělnická mládež se snažila agitovat mezi školní mládeží, na kterou byla zaměřena její kampaň „Školní dvůr“, v jejímž rámci vyšel kontroverzní komiks Kachny kontra slepice.

## Předsedové
- Martin Zbela (28. března 2009 – 28. března 2010)
- Erik Lamprecht (28. března 2010 – prosinec 2016)
- Hynek Rint (prosinec 2016 – červenec 2017)
- Jakub Svoboda (červenec 2017 – listopad 2018)
- Martin Aubrecht (1. prosince 2018 – 14. října 2023)
- Marek Rochelt (14. října 2023 – 20. dubna 2024)
- Martin Aubrecht (3. listopadu 2024 – doposud)